# انرژی فوتون
انرژی فوتون (به انگلیسی: Photon energy) آن مقدار انرژی است که توسط یک فوتون حمل می‌شود. مقدار انرژی مستقیماً با فرکانس الکترومغناطیسی فوتون متناسب است و بنابراین، به‌طور معادل، با طول موج معکوس متناسب است. هرچه فرکانس فوتون بیشتر باشد، انرژی آن نیز بیشتر است. به همان نسبت، هرچه طول موج فوتون بیشتر باشد، انرژی آن کمتر می‌شود.
انرژی فوتون را می‌توان با استفاده از هر یکای انرژی بیان کرد. از جمله واحدهایی که معمولاً برای نشان دادن انرژی فوتون استفاده می‌شود، الکترون‌ولت (eV) و ژول (و همچنین مضرب‌های آن مانند میکرو ژول) است. از آنجا که یک ژول برابر با: 
{\displaystyle 1{\mbox{ eV}}=1.60217653(14)\times 10^{-19}{\mbox{ J}}}
 است، واحدهای بزرگتر ممکن است در علامت گذاری انرژی فوتون‌های با فرکانس بالاتر و انرژی بالاتر، مانند پرتوهای گاما، در مقابل فوتون‌های با انرژی کمتر، مانند آنهایی که در محدودهٔ فرکانس رادیویی هستند، مفیدتر از طیف الکترومغناطیسی باشند.